# Европейский тур UCI 2014
Европейский тур UCI 2014 года — десятый сезон Европейского тура UCI. Сезон начался 2 февраля с Гран-при Марсельезы и закончился 19 октября 2014 года на Хроно Наций.
В течение сезона очки начисляются лучшим гонщикам по итогам многодневных и однодневных гонок, а также за места на этапах многодневок. Количество начисляемых очков зависит от категории гонки:
- Многодневные гонки: 2.HC, 2.1, 2.2.
- Однодневные гонки: 1.HC, 1.1, 1.2.

В рейтинге UCI Europe Tour участвуют профессиональные и континентальные команды.
Победителем стал бельгийский велогонщик Том Ван Асбрук.

## Обзор календаря
Список тура составил 260 гонок.